# 부르크도르프 부흐마트역
부르크도르프 부흐마트역(독일어: Bahnhof Burgdorf Buchmatt)은 스위스 베른주 부르크도르프 지자체에 있는 기차역이다. BLS AG의 표준궤 졸로투른-랑나우선의 중간 정류장이다.

## 운행편
다음 서비스는 부르크도르프 부흐마트에서 정차한다.
- 레기오 / 베른 S-반 S44 : 툰과 졸로투른 사이를 30분 간격으로 운행한다.